# Cordrea Tankersley
Cordrea Tankersley (Beech Island, 19 novembre 1993) è un giocatore di football americano statunitense che milita nel ruolo di cornerback per i Miami Dolphins della National Football League  (NFL).

## Carriera
Tankersley al college giocò a football con i Clemson Tigers dal 2013 al 2016, vincendo il campionato NCAA nell'ultima stagione. Fu scelto nel corso del terzo giro (97º assoluto) del Draft NFL 2017 dai Miami Dolphins. Debuttò come professionista partendo come titolare nella gara del terzo turno contro i New Orleans Saints mettendo a segno 5 tackle e un passaggio deviato.